# Aedes milsoni
Aedes milsoni är en tvåvingeart som först beskrevs av Taylor 1915.  Aedes milsoni ingår i släktet Aedes och familjen stickmyggor. Inga underarter finns listade i Catalogue of Life.